# Temple Station
Temple er en London Underground-station in City of Westminster, mellem Victoria Embankment og Temple Place. Den er på Circle og District lines mellem Embankment og Blackfriars og er i takstzone 1. Stationsindgangen er på Victoria Embankment. Stationen er beliggende tæt på grænsen med City of London, og derfor benyttes den af mange pendlere, der arbejder i den vestlige del af The City.
Stationsnavnet var oprindeligt The Temple, stammende fra Temple-området i nærheden af Temple Church og the Inns of Court Inner Temple og Middle Temple. Den bestemte artikel i navnet forsvandt forholdsvis tidligt.

## Historie
Stationen blev åbnet den 30. maj 1870 af Metropolitan District Railway (MDR; nu District og Circle lines), da jernbanen forlængede sin bane fra Westminster til Blackfriars. Anlægget af den nye del af MDR blev planlagt i forbindelse med bygningen af Victoria Embankment, hvilket blev udført ved cut-and-cover-metoden.
MDR havde forbindelse til Metropolitan Railway (MR, senere Metropolitan line) ved South Kensington og, selvom de to selskaber var rivaler, kørte hvert selskab deres tog på det andet selskabs spor i en fælles service, kaldet "Inner Circle".
Den 1. februar 1872 åbnede MDR en nordgående afgrening fra sin station ved Earl's Court for forbindelse til West London Extension Joint Railway (WLEJR, nu West London Line), hvilket der var forbindelse til ved Addison Road (nu Kensington (Olympia)). Fra denne dag begyndte "Outer Circle"-tog at køre på MDR's spor. Betjeningen blev kørt af North London Railway (NLR) fra sin endestation på Broad Street (nu nedrevet) i City of London via North London Line til Willesden Junction, herfra West London Line til Addison Road og MDR til Mansion House – MDR's nye østlige endestation.
Fra 1. august 1872 begyndte "Middle Circle"-tog også kørsler gennem Westminster fra Moorgate langs MR's spor på den nordlige side af Inner Circle til Paddington, herfra på Hammersmith & City Railway (H&CR)-spor til Latimer Road, videre, via en nu fjernet forbindelse, til West London Line til Addison Road og MDR til Mansion House. Betjeningen blev kørt i fællesskab mellem H&CR og MDR.
Den 30. juni 1900, blev Middle Circle-togene indstillet mellem Earl's Court og Mansion House.
I begyndelsen af det 20. århundrede indeholdte tidlige planer for Great Northern and Strand Railway (senere inkorporeret ii Great Northern, Piccadilly & Brompton Railway og nu en del af Piccadilly Line) et forslag for at banen skulle fortsætte til Temple. Planen blev afvist og ruten endte på den nu lukkede Aldwych Station, ca. 200 m mod nord.
Den 31. december 1908 indstillede Outer Circle-togene kørsel på MDR's spor.
I 1949 kørte Metropolitan line Inner Circle-ruten, og den fik sin egen identitet på netværkskort som Circle line.

## Interessante steder i nærheden
- Temple Church
- Royal Courts of Justice
- HMS President
- HQS Wellington
- King's College London og London School of Economics
- St Clement Danes
- St Mary le Strand
- Somerset House
- Waterloo Bridge

## Transportforbindelser
London buslinje 388 og natlinjer N550 og N551.

## Galleri
- Perron på Temple Station
- Statue af Isambard Kingdom Brunel